# Прапор Бахмута
Міськи́й пра́пор Бахмута — офіційний символ міста Бахмут Донецької області. Затверджений 7 червня 1996 року. рішенням № 684.

## Опис
Прямокутне полотнище зі співвідношенням сторін 2:3 складається з трьох вертикальних рівновеликих смуг — малинової, зеленої та синьої — з білим алхімічним знаком солі в центрі.